# Пиадена Дрицона
Пиа̀дена Дрицо̀на (на италиански: Piadena Drizzona) е община в Северна Италия, провинция Кремона, регион Ломбардия. Административен център на общината е градче Пиадена (Piadena), което е разположено на 34 m надморска височина. Населението на общината е 4017 души (към 2019 г.).
Общината е създадена в 1 януари 2019 г. Тя се състои от предшествуващите общини Дрицона и Пиадена.